# Groupe d'autodéfense (guerre d'Algérie)
Pour les articles homonymes, voir Autodéfense et GAD.
Les groupes d'autodéfense (GAD) étaient des supplétifs de l'armée française durant la guerre d'Algérie (1954–1962). Leur nombre culmina à 28 800 au début de l'année 1961 puis diminua constamment selon l'historien Charles-Robert Ageron ; le nombre parfois avancé de 60 000 n'est pas prouvé et serait issu de la propagande du gouvernement français de l'époque.

## Organisation
Il s'agissait de villageois algériens volontaires et bénévoles (à l'exception de leur chef) auxquels l'armée française avait distribué des armes. Ils déchargèrent celle-ci de la défense de leur douar, libérant ainsi des effectifs pour les « opérations de pacification » proprement dites et avaient pour principale mission d'alerter les unités militaires de proximité du passage d'éléments de l'ALN.